# Arilena Ara
Arilena Ara (ur. 17 lipca 1998 w Szkodrze) – albańska piosenkarka.
Zwyciężczyni drugiej edycji programu The X Factor (2013). Zdobywczyni trzeciego miejsca na festiwalu Kënga Magjike (2016). Laureatka 58. edycji Festivali i Këngës (2019). Niedoszła reprezentantka Albanii w 65. Konkursie Piosenki Eurowizji (2020).  W maju 2020 wystąpiła w projekcie Eurovision Home Concerts.